# Ngô Vĩ Hào
Ngô Vĩ Hào (tên tiếng Anh: Ricco Ng, sinh ngày 20 tháng 6 năm 1998) là diễn viên và người dẫn chương trình Hong Kong. Hiện là diễn viên hợp đồng quản lí của đài truyền hình TVB

## Lý lịch sơ lược
Cha mẹ của Ngô Vĩ Hào là nhân viên công chức, anh cả là đội trưởng đội cứu hỏa Hong Kong, anh ba là phi công, em trai là người mẫu. Vĩ Hào học tiểu học và trung học đều ở trường Quốc tế, yêu thích diễn xuất từ nhỏ, năm 2015 với sự động viên của cha mẹ, anh đã đăng ký lớp đào tạo nghệ sĩ của TVB lần thứ 28. Năm 2016, anh được mọi người biết đến khi diễn xuất trong bộ phim sitcom Mái ấm gia đình 3 với vai Lâm Hòa (Hòa Tử).
Năm 2017, Ngô Vĩ Hào một lần nữa thu hút sự chú ý của khán giả khi diễn vai Chu Lăng Lăng trong sitcom Mái ấm gia đình 4. Năm tiếp theo, anh được đề cử giải Đối tác kịch hay nhất (cùng Châu Gia Lạc, Phùng Dịch Sâm và Tiêu Hạo Hiên) tại Giải thưởng truyền hình Quan Chúng Tại Dân 2018 và giải Nghệ sĩ mới tại Giải thưởng truyền hình Hong Kong 2018.

## Tác phẩm diễn xuất

### Phim truyền hình (TVB)
| Năm        | Tên phim                  | Tên gốc                                             | Vai diễn                                        |
| ---------- | ------------------------- | --------------------------------------------------- | ----------------------------------------------- |
| 2015       | Mái ấm gia đình 2         | 愛·回家 (第二輯) Come home love                     | Đoàn huynh đệ                                   |
| 2015       | Mái ấm gia đình 2         | 愛·回家 (第二輯) Come home love                     | Bạn học của Lợi Lạc Đồng                        |
| 2016       | Mái ấm gia đình 3         | 愛·回家之八時入席 Come home love: dinner at 8       | Lâm Hòa                                         |
| 2016       | Ông trùm giải nghệ        | 火線下的江湖大佬 My Dangerous Mafia Retirement Plan | Cổ Hoặc Tử                                      |
| 2016       | Hành động liêm chính 2016 | 廉政行動2016 ICAC Investigators 2016                | Phán Lang                                       |
| 2016       | Định mệnh                 | 純熟意外 Presumed Accidents                         | Nha sai                                         |
| 2016       | Định mệnh                 | 純熟意外 Presumed Accidents                         | Phi tử                                          |
| 2016       | Tình yêu và ngã rẽ        | 完美叛侶 Between Love & Desire                      | Khán giả biểu diễn ngoài đường                  |
| 2016       | Người bố thân yêu         | 超能老豆 Daddy Dearest                              | Cầu thủ đội bóng rổ                             |
| 2016       | Những người bạn           | 一屋老友記 House Of Spirits                         | Bảo Hoan (thanh niên)                           |
| 2016       | Anh hùng Thành Trại       | 城寨英雄 A Fist Within Four Walls                   | láng giềng Thành Trại                           |
| 2016       | Luật sư đại tài           | 律政強人 Law dis-Order                              | nhân viên tầng luật sư                          |
| 2016       | Cự luân II                | 巨輪II Brother's Keeper II                          | Thủ hạ                                          |
| 2016       | Cô gái đến từ sao Miêu    | 來自喵喵星的妳 My Lover From The Planet Meow        | Nhân sĩ đồ Tây                                  |
| 2016       | Con rối hào môn           | 幕後玩家 Two Steps From Heaven                      | CID                                             |
| 2017 - nay | Mái ấm gia đình 4         | 愛·回家之開心速遞 Come home love: Lo And Behold     | Chu Lăng Lăng                                   |
| 2017 - nay | Mái ấm gia đình 4         | 愛·回家之開心速遞 Come home love: Lo And Behold     | Chu Triển (cha của Chu Lăng Lăng lúc trẻ)       |
| 2017       | Ẩm thực tranh tài         | 味想天開 Recipes To Live By                         | Nhai phường                                     |
| 2017       | Thần tài đến              | 財神駕到 May Fortune Smile On You                   | Khách tại vũ hội                                |
| 2017       | Tình thương của mẹ Hổ     | 親親我好媽 Tiger Mom Blues                          | Nhân viên phát tờ rơi                           |
| 2017       | Lạc lối                   | 迷 Destination Nowhere                              | Trợ đạo                                         |
| 2017       | Cạm bẫy thương trường     | 與諜同謀 Provocateur                                | Bartender (nhân viên pha chế rượu tại quán bar) |
| 2017       | Trò chơi hôn nhân         | 我瞞結婚了 Married But Available                    | Cặp vợ chồng nhỏ                                |
| 2017       | Quý nàng hẩm phận         | 全職沒女 The No No Girl                             | Phán Lang                                       |
| 2017       | Cộng sự                   | 同盟 The Unholy Alliance                            | Sát thủ bang Việt Hổ                            |
| 2017       | Cộng sự                   | 同盟 The Unholy Alliance                            | người gây chuyện                                |
| 2017       | Nam thần xuyên thời gian  | 超時空男臣 A General, A Scholar and A Eunuch        | Khách                                           |
| 2017       | Đội điều tra linh tinh    | 雜警奇兵 Nothing Special Force                      | Cổ Hoặc Tử                                      |
| 2017       | Anh họ cố lên 3           | 老表，畢業喇！ Oh My Grad                           | Giáo viên thể dục                               |
| 2017       | Những kẻ ba hoa           | 誇世代 My Ages Apart                                | Cổ Hoặc Tử                                      |
| 2018       | Tìm lại chính mình        | 三個女人一個「因」 Threesome                        | Người phỏng vấn                                 |
| 2018       | Võ lâm phục sinh          | 翻生武林 Birth Of A Hero                            | Khúc Dương                                      |
| 2018       | Đội cứu hộ sinh tử        | 跳躍生命線 Life on the Line                         | Thanh niên xem sóng                             |
| 2018       | Thưa ngài thẩm phán       | 是咁的，法官閣下 OMG, Your Honour                   | Lý Kiến Trạch                                   |
| 2018       | Đại soái ca               | 大帥哥 The Learning Curve of a Warlord              | Học sinh                                        |
| 2019       | Người hùng blouse trắng   | 白色強人 Big White Duel                             | Sinh viên đại học                               |
| 2019       | Đại gia hàng xóm          | 街坊財爺 My Life As Loan Shark                      | Đàn ông                                         |
| 2019       | Câu chuyện thời đại số    | 堅離地愛堅離地 The Offliners                        | Con của quỷ                                     |

### Chương trình tạp kỹ (TVB)
| Năm  | Tên chương trình                                      | Tên gốc                                 | Ghi chú                             |
| ---- | ----------------------------------------------------- | --------------------------------------- | ----------------------------------- |
| 2015 | Siêu cường lựa chọn 1 phút                            | 超強選擇1分鐘 The Million Dollar Minute | Thành viên đội cổ vũ                |
| 2015 | Sống khỏe là sao?                                     | 活得健康嗎？ Health Is A Lifestyle      | Tập 3                               |
| 2016 | Sunday hảo hí vương                                   | Sunday好戲王 Sunday Stage Fight         | Thành viên Lực lượng mới            |
| 2017 | Đô thị giải trí                                       | 都市閒情 Pleasure & Leisure             | Khách mời ngày 29/3                 |
| 2017 | Trúc•động•ái                                          | 築·動·愛 Love and Construction          | Đóng vai Minh; tập 2                |
| 2017 | Đô thị giải trí: An Linh không dừng thời gian nghỉ hè | 安齡暑假冇時停                          | Khách mời diễn xuất tập 1, 2, 9, 10 |
| 2017 | Ốc sên an lạc                                         | 安樂蝸 Own Sweet Home                   | Khách mời tập 364                   |

## Tác phẩm âm nhạc
- Năm 2016: Thuận Gió (nhạc chủ đề Amazing Summer)
- Năm 2019: Khai Tâm Tốc Đệ (nhạc chủ đề phim Mái ấm gia đình 4)

## Đề cử và giải thưởng
| Năm  | Giải thưởng | Kết quả |
| ---- | --- | ------- |
| 2018 | Đối tác kịch hay nhất (cùng Châu Gia Lạc, Phùng Dịch Sâm và Tiêu Hạo Hiên) tại Giải thưởng truyền hình quan chúng tại dân 2018 | Đề cử   |
| 2018 | Nghệ sĩ mới tại Giải thưởng truyền hình Hong Kong 2018                                                                         | Đề cử   |
| 2019 | Nam nhân vật truyền hình được yêu thích nhất tại Giải thưởng thường niên TVB                                                   | Đề cử   |
| 2019 | Cặp đôi màn ảnh được yêu thích nhất (cùng Châu Gia Lạc) tại Giải thưởng thường niên TVB                                        | Đề cử   |